# Джон Маккормак (хокеїст)
Джон Маккормак (англ. John McCormack, 2 серпня 1925, Едмонтон — 22 лютого 2017, Ошава) — канадський хокеїст, що грав на позиції центрального нападника. Грав за збірну команду Канади.

## Біографія
Уродженець Едмонтона Джон грав у місцевих юнацьких командах. У віці 16-ти років переїхав до Південної Каліфорнії. Під час Другої світової війни повернувся до Канади, де виступав у Торонто за місцевий клуб. У 1945 році став володарем Меморіального кубку в складі клубу «Торонто Сент Майклз Майорс». У тому ж році його призвали на службу до Військово-морських сил Канади.
Професійну хокейну кар'єру розпочав 1947 року виступами за «Торонто Мейпл-Ліфс». У складі «Мейпл-Ліфс» став володарем Кубка Стенлі в сезоні 1950—51. 
У 1951 році Джон одружився з Маргарет Енн Гордон.
З 1951 по 1954 роки захищав кольори клубу «Монреаль Канадієнс», завершив кар'єру в НХЛ у 1955 році в складі «Чикаго Блек Гокс».
У 1956 році відіграв сезон за «Едмонтон Флаєрс» після чого остаточно завершив ігрову кар'єру.
Виступав за збірну Канади.
22 лютого 2017 року помер в канадському місті Ошава.

## Статистика НХЛ
|                  | Сезони | І   | Г  | П  | О  | ШХ |
| ---------------- | ------ | --- | -- | -- | -- | -- |
| Регулярний сезон | 8      | 311 | 25 | 49 | 74 | 35 |
| Плей-оф          | 2      | 13  | 1  | 1  | 2  | 0  |